# Морфеј
Морфеј, (грч. Μορφεύς, лат. Morpheus), је у грчкој митологији био бог сна, син бога спавања Хипноса. Морфеј је могао попримити лик било ког човека и јављао се у људима у сну када би их савладао његов отац Хипнос. Свој лик је имао само када се одмарао. Грци и Римљани су га замишљали као витког младића са малим крилима на слепоочницама.